# Massa terrestre
In astronomia, la massa terrestre è un'unità di misura comunemente usata per esprimere la massa dei pianeti rocciosi. Equivale alla massa stimata della Terra, pari a circa sei quadrilioni di chilogrammi. Il suo valore e il suo simbolo convenzionale sono:
{\displaystyle M_{\oplus }=5,97219\times 10^{24}{\hbox{ kg}}}
Incertezze sulla costante gravitazionale rendono similarmente impreciso il calcolo della massa terrestre. 
Una massa terrestre equivale a:
- 81,3 masse lunari (ML)
- 0,00315 masse gioviane (MJ)
- 0,000003003 masse solari (M☉)